# Lazar Rosić
Lazar Rosić (Servisch: Лазар Росић) (Kragujevac, 29 juni 1993) is een Servisch voetballer die doorgaans speelt als centrale verdediger. In februari 2024 verruilde hij Vojvodina voor Changchun Yatai.

## Clubcarrière
Rosić begon zijn loopbaan als profvoetballer in de jeugd van Radnički Kragujevac, de club uit zijn geboorteplaats. Twee seizoenen op rij kwam de verdediger tot zes competitieduels, waarna hij twee jaren meer aan spelen toekwam. Medio 2015 verkaste Rosić transfervrij naar Radnički Niš, maar na twee maanden en drie competitieduels nam Vojvodina de centrumverdediger over. Na één seizoen in dienst bij Vojvodina verkaste de Serviër in juli 2016 naar Sporting Braga, waar hij zijn handtekening zette onder een verbintenis voor de duur van vijf seizoenen. In januari 2019 werd Rosić voor een halfjaar verhuurd aan Nacional. Na afloop van deze verhuurperiode tekende Rosić voor drie jaar bij Moreirense. Toen zijn verbintenis was afgelopen, tekende de Serviër voor een jaar bij Khor Fakkan. Na afloop van dit contract keerde Rosić terug bij Vojvodina. In februari 2024 verkaste hij naar Changchun Yatai.

## Clubstatistieken
| Seizoen | Club                | Competitie     | Competitie | Competitie | Beker | Beker | Internationaal | Internationaal | Totaal | Totaal |
| Seizoen | Club                | Competitie     | Wed.       | Dlp.       | Wed.  | Dlp.  | Wed.           | Dlp.           | Wed.   | Dlp.   |
| ------- | ------------------- | -------------- | ---------- | ---------- | ----- | ----- | -------------- | -------------- | ------ | ------ |
| 2011/12 | Radnički Kragujevac | Superliga      | 6          | 1          | 0     | 0     | —              | —              | 6      | 1      |
| 2012/13 | Radnički Kragujevac | Superliga      | 6          | 0          | 0     | 0     | —              | —              | 6      | 0      |
| 2013/14 | Radnički Kragujevac | Superliga      | 22         | 1          | 2     | 0     | —              | —              | 24     | 1      |
| 2014/15 | Radnički Kragujevac | Superliga      | 19         | 1          | 2     | 0     | —              | —              | 21     | 1      |
| 2015/16 | Radnički Niš        | Superliga      | 3          | 1          | 0     | 0     | —              | —              | 3      | 1      |
| 2015/16 | Vojvodina           | Superliga      | 25         | 3          | 3     | 0     | —              | —              | 28     | 3      |
| 2016/17 | Sporting Braga      | Primeira Liga  | 23         | 2          | 3     | 0     | 6              | 0              | 32     | 2      |
| 2017/18 | Sporting Braga      | Primeira Liga  | 9          | 0          | 2     | 0     | 4              | 0              | 15     | 0      |
| 2018/19 | Sporting Braga      | Primeira Liga  | 0          | 0          | 0     | 0     | —              | —              | 0      | 0      |
| 2018/19 | → Nacional          | Primeira Liga  | 14         | 0          | 0     | 0     | —              | —              | 14     | 0      |
| 2019/20 | Moreirense          | Primeira Liga  | 18         | 2          | 0     | 0     | —              | —              | 18     | 2      |
| 2020/21 | Moreirense          | Primeira Liga  | 33         | 0          | 3     | 1     | —              | —              | 36     | 1      |
| 2021/22 | Moreirense          | Primeira Liga  | 28         | 0          | 5     | 0     | —              | —              | 33     | 0      |
| 2022/23 | Khor Fakkan         | UAE Pro League | 26         | 0          | 2     | 0     | —              | —              | 28     | 0      |
| 2023/24 | Vojvodina           | Superliga      | 15         | 0          | 2     | 0     | —              | —              | 17     | 0      |
| 2024    | Changchun Yatai     | Super League   | 20         | 1          | 1     | 0     | —              | —              | 21     | 1      |
| 2025    | Changchun Yatai     | Super League   | 8          | 0          | 0     | 0     | —              | —              | 8      | 0      |
| Totaal  | Totaal              | Totaal         | 275        | 12         | 25    | 1     | 10             | 0              | 310    | 13     |

Bijgewerkt op 30 april 2025.